# Бернар ле Кок
Бернар Ле Кок (фр. Bernard Le Coq; нар. 25 вересня 1950, Ле-Блан, Ендр, Франція) — французький театральний та кіноактор. З кінця 1960-х років знявся у понад 160 кіно- та телевізійних фільмах і серіалах.

## Біографія
Бернар Ле Кок народився 25 вересня 1950 у Ле Блан, департамент Ендр у Франції. У 15-річному віці поступив до театральної школи Клода Віріо в Парижі.
Дебютував у кіно в 1967 році у комедії Жана Жиро «Великі канікули». Першу велику роль отримав у 1969 році у фільмі «Сонце в очах» (реж. Мішель Буарон).
У 1991 році Моріс Піала запросив Ле Кока на роль Тео — брата Вінсента ван Гога — у свій біографічний фільм про ведатного художника «Ван Гог» (1991). Цей фільм приніс акторові номінацію на «Сезара» за найкраще виконання ролі другого плану.
У фільмі 1994 року режисера Еріка Роша «Патріоти» Ле Кок запам'ятався в ролі всесильного і бездушного агента спецслужб. Бертран Таверньє зняв його в ролі лейтенанта де Сева у фільмі «Капітан Конан» (1996). Через два роки Бернар Ле Кок зіграв разом з Ізабель Юппер у фільмі «Школа плоті» (1998). Роль лікаря, фахівця з хвороби Альцгеймера у фільмі «Згадувати про прекрасне» (2001) принесла акторові приз «Сезар» за найкраще виконання ролі другого плану.
Окрім кіно та телебачення Бернар Ле Блан продовжує працювати у театрі.

## Фільмографія (вибіркова)
| Рік       |    | Українська назва                      | Оригінальна назва                        | Роль                                    |
| --------- | -- | ------------------------------------- | ---------------------------------------- | --------------------------------------- |
| 1967      | ф  | Великі канікули                       | Les Grandes vacances                     | Жан-Крістоф                             |
| 1968      | ф  | Беру і його дами                      | Béru et ces dames                        | Le jeune homme dans la grange           |
| 1968      | ф  | Приватний урок                        | La leçon particulière                    | Жан-П'єр                                |
| 1969      | ф  | Сонце в очах                          | Du soleil plein les yeux                 | Бернар                                  |
| 1969      | ф  | Честь сім'ї                           | La honte de la famille                   | Жером ратьє                             |
| 1970      | ф  | Зі свободою за спиною                 | La liberté en croupe                     | Альбін Цере                             |
| 1972      | ф  | Вогні Срітення                        | Les feux de la chandeleur                | Жан-Поль Бурсаль                        |
| 1972      | ф  | Сезар і Розалі                        | César et Rosalie                         | Мішель                                  |
| 1973      | ф  | Підозра                               | Les granges brûlées                      | Поль                                    |
| 1973      | ф  | Консьєрж                              | Le concierge                             | Крістоф Меріньяк                        |
| 1974      | ф  | З великим задоволенням!               | Comme un pot de fraises!..               | Марк                                    |
| 1972—1979 | с  | Незвичайні історії                    | Histoires insolites                      | Жорж                                    |
| 1974      | ф  | Шлюб                                  | Mariage                                  | молода людина                           |
| 1975      | ф  | Ви не візьмете його до раю            | Vous ne l'emporterez pas au paradis      | П'єр                                    |
| 1975      | ф  | Весь світ прекрасний, весь світ милий | C'est dur pour tout le monde             | Лоран                                   |
| 1975—1990 | с  | Сінема 16                             | Cinéma 16                                | Димітрій                                |
| 1977      | ф  | Чорт в коробці                        | Le diable dans la boîte                  | Аллар                                   |
| 1977      | тф | Дух прийдешнього                      | Esprit de suite                          | жиль                                    |
| 1977      | ф  | Не чіпайте мене                       | Ne me touchez pas...                     | Жан-Клод Маєр                           |
| 1978      | тф | Фотосувенір                           | Photo-souvenir                           | Жером                                   |
| 1978      | ф  | Шкарпетка з подарунками               | Chaussette surprise                      | Рафаель                                 |
| 1978      | тф | Пани чиновники                        | Messieurs les ronds de cuir              | Ларьє                                   |
| 1979      | ф  | За нас двох                           | À nous deux                              | фотограф                                |
| 1979      | ф  | Військовий лікар                      | Le toubib                                | Жером                                   |
| 1980      | ф  | Орел чи решка                         | Pile ou face                             | Філіп, син Бароні                       |
| 1980      | ф  | Трьох потрібно прибрати               | 3 hommes à abattre                       | Ґассовіц                                |
| 1981      | ф  | Потрібно убити Біргіт Хаас            | Il faut tuer Birgitt Haas                | Колонна                                 |
| 1984      | ф  | Чужою кров'ю                          | Le sang des autres                       | Voix de Jean Blomart / озвучування      |
| 1984      | ф  | Джинс Тонік                           | Jeans Tonic                              | Кант, учитель філософії                 |
| 1988—1990 | с  | Прекрасна англійка                    | La belle Anglaise                        | Ерік                                    |
| 1988      | ф  | Великі серця                          | Gros coeurs                              | Жан-Ноель Таверньє                      |
| 1990      | ф  | Вогонь по кандидатові                 | Feu sur le candidat                      | комісар П'єр Тамар                      |
| 1991      | ф  | Ван Гог                               | Van Gogh                                 | Тео ван Гог                             |
| 1992      | с  | Прекрасна сім'я                       | Une famille formidable                   | Жак Бомонт                              |
| 1993      | с  | Великі припливи                       | Les grandes marées                       | Франсуа Шевальє                         |
| 1993      | ф  | Амок                                  | Amok                                     | мандрівник                              |
| 1994      | ф  | Вони думають тільки про неї           | Elles ne pensent qu'à ça...              | П'єр                                    |
| 1994      | ф  | Патріоти                              | Les patriotes                            | Білл Гейдон                             |
| 1995      | ф  | Мій чоловік                           | Mon homme                                | інспектор Марвіє                        |
| 1996      | ф  | Капітан Конан                         | Capitaine Conan                          | лейтенант де Сев                        |
| 1997      | ф  | Круто ти потрапив                     | Bouge!                                   | Тоні                                    |
| 1997      | ф  | Молодість                             | Jeunesse                                 | Дорваль                                 |
| 1998      | ф  | Клон                                  | Le clone                                 | Франсуа                                 |
| 1998      | ф  | Триматимемося разом                   | Restons groupés                          | Жан-Мішель                              |
| 1998      | ф  | Хмари                                 | La nube                                  |                                         |
| 1998      | ф  | Школа плоті                           | L' École de la chair                     | Кордьє                                  |
| 1999      | с  | Під надійним захистом                 | Mission protection rapprochée            |                                         |
| 1999      | с  | Доля Стенфортів                       | Le destin des Steenfort                  | Адрієн Стенфорт                         |
| 2000      | ф  | Тюряжка                               | La taule                                 | директор                                |
| 2000      | тф | Спогади про втечу                     | Mémoires en fuite                        | Фредерік Лемойна                        |
| 2001      | ф  | Ангел                                 | Un ange                                  | Паскаль Ольметті                        |
| 2001      | тф | Нана                                  | Nana                                     | Поль Муффа                              |
| 2001      | ф  | Згадувати про прекрасне               | Se souvenir des belles choses            | rof. Christian Licht                    |
| 2002      | ф  | Ліга (Хижий звір)                     | Féroce                                   | Cervois                                 |
| 2002      | тф | Феррарі на двох                       | Une Ferrari pour deux                    | Андре Ербаль                            |
| 2002      | ф  | Поряд з Раєм                          | Au plus près du paradis                  | Бернар                                  |
| 2002      | тф | Там вік не завада для кохання         | Y a pas d'âge pour s'aimer               | Роланд                                  |
| 2003      | тф | Син нашого часу                       | Un fils de notre temps                   | батько                                  |
| 2003      | ф  | Квітка зла                            | La fleur du mal                          | Жерар Вассер                            |
| 2004      | тф | Втеча мосьє Монда                     | La fuite de Monsieur Monde               | Ліонель Монд                            |
| 2004      | ф  | Чому (не) Бразилія?                   | Pourquoi (pas) le Brésil                 | Моріс Рей                               |
| 2004      | ф  | Подружка нареченої                    | La demoiselle d'honneur                  | Жерар Куртуа                            |
| 2004      | ф  | Приховане                             | Caché                                    | головний редактор Жоржа                 |
| 2005      | ф  | Щасливого Різдва                      | Joyeux Noël                              | генерал, батько французького лейтенанта |
| 2005      | с  | Секс у великому Парижі                | Clara Sheller                            | батько Жиля                             |
| 2005      | ф  | Чорний ящик                           | La Boîte noire                           | Волкотт / доктор Граньє                 |
| 2005—2008 | с  | Комісар Кордьє                        | Commissaire Cordier                      | Даніель Морен                           |
| 2005      | тф | Чоловіки в тіні                       | S.A.C.: Des hommes dans l'ombre          | Ферран                                  |
| 2006      | ф  | Наступного року                       | L'année suivante                         | Франсуа                                 |
| 2006      | ф  | Небо над головою                      | Le ciel sur la tête                      | Ґай                                     |
| 2006      | ф  |                                       | GAL                                      | президент                               |
| 2006      | ф  | Окситанка                             | L'occitanienne                           | Рене де Шатобріан                       |
| 2006      | тф | Хай живе бомба!                       | Vive la bombe!                           | Антуан                                  |
| 2007      | с  | Клан Паскьє                           | Le clan Pasquier                         | Рам Паскьє                              |
| 2007—2011 | с  | Телеспогади                           | Memòries de la tele                      |                                         |
| 2007      | ф  | Поганий вітер                         | Vent mauvais                             | Hopquin                                 |
| 2007      | с  | Де ти?                                | Où es-tu?                                | священик                                |
| 2007      | тф | Справа Бен Барка                      | L'affaire Ben Barka                      | Папон                                   |
| 2008      | тф | Справа Брюей-ан-Артуа                 | L'affaire Bruay-en-Artois                | Метр Жан- Ноель Ферре                   |
| 2008      | ф  | На скейті від смерті                  | Skate or Die                             | Карпентьє                               |
| 2009      | ф  | Велике життя                          | La grande vie                            | Mascrier                                |
| 2009      | ф  | Рожеве і чорне                        | Rose et noir                             | Кастен                                  |
| 2011      | тф | Життя по-французьки                   | Une vie française                        | Жан Вілландре                           |
| 2011      | тф | Мішень на спині                       | Une cible dans le dos                    | Крістіан                                |
| 2011      | ф  | Месьє Папа                            | Monsieur Papa                            | Форлані                                 |
| 2011      | ф  | Завоювання                            | La conquête                              | Жак Ширак                               |
| 2011      | ф  | Я люблю Перігор                       | I Love Périgord                          | Адемар                                  |
| 2012      | тф | Брат і сестра                         | Frère & soeur                            | Бруно Челліні                           |
| 2012      | ф  | Капіал                                | Le capital                               | Антуан де Суз                           |
| 2012      | тф | Два моїх коханих                      | Mes deux amours                          | Адріан Дарко                            |
| 2012      | ф  |                                       | La fabuleuse histoire de Monsieur Riquet | Оповідач / Ріці                         |

## Визнання
| Рік                                | Категорія                     | Фільм                         | Результат |
| ---------------------------------- | ----------------------------- | ----------------------------- | --------- |
| Премія «Сезар»                     |                               |                               |           |
| 1992                               | Найкращий актор другого плану | Ван Гог                       | Номінація |
| 2003                               | Найкращий актор другого плану | Згадувати про прекрасне       | Перемога  |
| 2012                               | Найкращий актор другого плану | Завоювання                    | Номінація |
| Міжнародний кінофестиваль у Люшоні |                               |                               |           |
| 1900                               | Найкращий актор               | Там вік не завада для кохання | Перемога  |